# Alfred Vail
Alfred Hewis Vail (Morristown, 25 settembre 1807 – Morristown, 18 gennaio 1859) è stato un inventore statunitense.
Insieme a Samuel Morse, sviluppò e commercializzò il telegrafo, tra il 1837 e il 1844. Alfred e Morse furono i primi a costruire un cablaggio, che andava da Washington a Baltimora. Dal 1845 al 1848, Vail fu incaricato di costruire e gestire parecchi cablaggi telegrafici. Contribuì in larga parte a perfezionare i prototipi di Morse. Nel 1848, Vail smise di lavorare, poiché l'azienda svalutò in un certo senso i suoi contributi.
Per ultimo, fu sovrintendente della compagnia telegrafica di Washington e New Orleans. Fu pagato 900 dollari l'anno, e ciò portò Vail a scrivere a Morse che: "Io ho deciso di abbandonare l'azienda, così continua nel lavoro, da quando non ha più bisogno di me. Tra pochi mesi lascerò Washington per il New Jersey, ... e addio al lavoro del telegrafo, per qualcuno che sia più redditizio."

## Biografia
I genitori di Vail furono Bethiah Youngs (1778-1847) e Stephen Vail (1780-1864). Vail nacque a Morristown, nel New Jersey. Suo padre fu imprenditore e industrialista. Il padre fondò la Speedwell Ironworks, una delle più innovative ferriere di quei tempi. Alfred ebbe anche un fratello, George Vail, noto politico in quell'epoca.
Alfred frequentò dapprima la scuola pubblica, prima di iniziare a lavorare come macchinista. Si iscrisse all'Università di New York nel 1832, per studiare teologia, dove fu molto apprezzato, e riscosse notevole successo. Fu membro della Eucleian Society, dove si laureò nel 1836. Il 2 settembre 1837, mentre visitava l'Alma mater, assistette ad uno dei numerosi esperimenti di Morse sullo sviluppo del telegrafo. Appassionato di tecnologia, stipulò un contratto con Morse: fondare la Speedwell in cambio del 25% dei ricavi; il resto dei guadagni furono dati al fratello George. Quando Morse fu assunto da Francis O. J. Smith, un deputato del Maine, come socio, Vail ricavò ancor meno dei fondi rimasti. Morse conservò i diritti sui brevetti degli strumenti che Vail sviluppò.
Dopo che il padre gli assicurò un buon sostegno finanziario, Vail perfezionò ulteriormente il primo prototipo del telegrafo di Morse, e successivamente lo mise in commercio. La prima trasmissione di dati con un telegrafo avvenne il 6 gennaio 1838, con un cablaggio lungo 2 miglia (3 km circa). Il messaggio trasmesso fu: "Un cameriere paziente non è un perdente". Nei mesi successivi, Morse e Vail esposero il telegrafo al Franklin Institute di Filadelfia, ai membri del Congresso e al presidente Martin Van Buren. Questa esposizione permise a Morse di ottenere un finanziamento da parte del Congresso per costruire il primo cablaggio nel 1848, che andava da Washington a Baltimora.
Vail smise di lavorare nel 1848 e ritornò a Morristown. Trascorse i suoi ultimi anni dedicandosi a ricerche genealogiche. Da quando condivise il ricavato di Morse con suo fratello George, Vail comprese che il suo lavoro era molto meno redditizio rispetto a quello di Morse, che già si era guadagnato molti meriti.
I suoi progetti e l'attrezzatura vennero successivamente donati da suo figlio Stephen alla Smithsonian Institution e alla New Jersey Historical Society.
Il cugino di Alfred, Theodore N. Vail (1845-1920), fu il primo presidente della American Telephone & Telegraph, oggi nota come AT&T.

## Controversie riguardo all'invenzione del Codice Morse
È in corso una disputa su chi, tra Morse e Vail, abbia inventato il codice Morse. La teoria secondo cui sia stato Vail è sostenuta da alcuni.